# Микола Бернуллі
Микола Бернуллі (нім. Nikolaus II. Bernoulli; 1695—1726) — швейцарський юрист та математик.

## Біографія
Микола Бернуллі народився 6 лютого 1695 року в місті Базелі; син Йоганна Бернуллі. З дитячих років відрізнявся жвавістю розуму і видатними здібностями, і на восьмому році говорив голландською, німецькою, французькою та латинською мовами.
Після закінчення курсу гімназії в Базелі, Бернуллі вступив до університету і в 1711 році, шістнадцяти років від народження, отримав ступінь магістра філософії. Зайнявся, за бажанням батька, вивченням правознавства, в 1715 році Бернуллі захистив дисертацію на ступінь ліценціанта.
Одночасно, під керівництвом батька Бернуллі займався математикою; в січні 1716 роки йому вдалося вирішити запропоновану Лейбніцем задачу про прямокутних траєкторіях і тим здобути популярність серед математиків. У 1723 році, після подорожі по Італії і Франції, Бернуллі був призначений професором права в Базелі.
У жовтні 1725 він прибув, на запрошення президента петербурзької Академії наук Блументроста, в Петербург і зайняв в Академії кафедру механіки. Основні праці в області диференціальних рівнянь та механіки.
Після восьмимісячного перебування в Петербурзі Микола Бернуллі захворів та помер 31 липня 1726 року.